# لا شيء عن طريق الفم
لا شيء عن طريق الفم هو إرشاد طبي يعني الامتناع عن الطعام والسوائل. يُعرف أيضًا باسم nil per os (npo أو NPO) ، وهي عبارة لاتينية تُترجم حرفياً إلى الإنجليزية على أنها «لا شيء عبر الفم». تشمل المتغيرات لا شيء عن طريق الفم (NBM)حيث يرمز الحرف B إلى BY أي بواسطة والحرف N إلى nihil أو non أو nulla لكل os أي Oral administration (إعطاء فموي)أو راحة الأمعاء الكاملة. يمكن أيضًا الإشارة إلى النظام الغذائي السائل فقط باسم راحة الأمعاء.
NPO هو أحد الاختصارات التي لا تستخدم في أسلوب AMA ؛ بل يكتب بدلاً عنه «لا شيء عن طريق الفم».

## الغرض
السبب النموذجي لتعليمات الNPO هو الوقاية من الالتهاب الرئوي التنفسي ، على سبيل المثال في أولئك الذين سيخضعون للتخدير العام، أو أولئك الذين يعانون من ضعف عضلات البلع، أو في حالة النزيف المعدي المعوي، أو انسداد الجهاز الهضمي ، أو التهاب البنكرياس الحاد وقد تستدعي أيضًا جرعات الكحول الزائدة التي تؤدي إلى القيء أو النزيف الخارجي الشديد تعليمات NPO لفترة.

## المدة الزمنية
عادة ما تكون تعليمات الNPO ما بين 6 إلى 12 ساعة قبل الجراحة، من خلال الخروج من غرفة الإنعاش، ولكن قد تكون الNPO أطول إذا تم إعطاء الأدوية طويلة المفعول أو الأدوية اللاحقة عن طريق الفم. ليس من غير المألوف أن تكون فترة NPO للأطعمة أطول من الفترة الخاصة بالسوائل، كما ينصح المجلس الأمريكي للتخدير بعدم استخدام فترات NPO للسوائل تزيد عن مدة ثماني ساعات. [بحاجة لمصدر] تميل فترات NPO للمرض إلى أن تكون أطول بكثير، على الرغم من وجود استثناءات للكميات الصغيرة المقررة من استهلاك المياه إذا لم يكن التنقيط الوريدي قيد الاستخدام. لكن في حال وجود سوائل وريدية كافية، تم استخدام فترات NPO لعدة أيام بنجاح في المرضى غير المصابين بالسكري (على الرغم من أن فترات NPO القصيرة في مرضى السكري ممكنة مع السوائل الوريدية والأنسولين وسكر العنب الdextrose. [بحاجة لمصدر] ان استخدام الNPO لفترات طويلة (أي أكثر من 12 ساعة) لا يزال ممنوع إلى الآن.
يوصي المجلس الأمريكي للتخدير بأنه يجب على المرضى عدم تناول الطعام الصلب لمدة 8 ساعات على الأقل قبل الإجراء، ويجب ألا يشربوا حتى السوائل الصافية قبل ساعتين على الأقل ويشمل صيام السوائل الصافية هذه السؤائل الماء والعصائر التي بدون اللب والمشروبات الغازية والشاي الصافي والقهوة السوداء. يؤدي شرب الماء قبل ساعتين من الإجراء إلى تقليل حجم المعدة وارتفاع درجة الحموضة في المعدة مقارنةً بمن شرب الماء قبل 4 ساعات من الاجراء حيث حجم السائل يعتبر أقل أهمية من نوع السائل الذي تم شربه. يجب تأجيل الحالات الجراحية غير الطارئة لحالة NPO.
للفترات طويلة التي دون طعام أو ماء يمكن أن يبدأ المرضى في التغذية من خلال التغذية الوريدية الكاملة (TPN) .

## سوائل صافية غير مقيدة
غالبًا ما تقيد إرشادات الصيام تناول أي سوائل عن طريق الفم من ساعتين إلى ست ساعات قبل الجراحة. ومع ذلك، فقد ثبت في تحليل استعادي كبير في مستشفى تورباي أن السوائل الفموية الشفافة غير المقيدة حتى نقلها إلى غرفة العمليات يمكن أن تقلل بشكل كبير من حدوث الغثيان والقيء بعد العملية الجراحية دون زيادة خطر النتائج السلبية التي وُجِدَت هذه الارشادات لأجلها.